# سباستین گاردنر
سباستین آنگوس گاردنر (به انگلیسی: Sebastian Angus Gardner) (زاده ۱۹ مارس ۱۹۶۰) فیلسوف بریتانیایی و استاد فلسفه در دانشگاه کالج لندن است. او به دلیل تخصص خود در مورد کانت،  ایده آلیسم آلمانی، سارتر و فروید، و برای تفاسیر و تحقیقات فلسفی خود در موضوع نظریه روانکاوی شناخته شده است.

## کتاب‌ها
- Irrationality and the Philosophy of Psychoanalysis, Cambridge University Press, 1993
- Kant and the Critique of Pure Reason, Routledge, 1999
- Sartre's Being and Nothingness, Continuum, 2009

### ویراستاری شده
- Art and Morality, edited with Jose Luis Bermudez, Routledge, 2003
- The Transcendental Turn, edited with Matthew Grist, Oxford University Press, 2015